# تود كلوز
تود كلوز (بالإنجليزية: Todd Claus)‏ هو لاعب كرة قاعدة أمريكي، ولد في 24 مارس 1969.

## روابط خارجية
- تود كلوز على موقعبيزبول رفرنس.كوم (الدوري الثانوي) (الإنجليزية)